# Consiglio di Stato (Zurigo)
Il Consiglio di Stato del Canton Zurigo (in francese Conseil d'État du canton de Zurich ed in tedesco Regierungsrat des Kantons Zürich) è il governo del Canton Zurigo.